# Friedrich Kottler
Friedrich Kottler (Viena, 10 de dezembro de 1886 – Rochester, Nova Iorque, 11 de maio de 1965) foi um físico austro-estadunidense.
Kottler foi Privatdozent e a partir de 1923 Professor da Universidade de Viena. Em 1938 depois do Anschluss foi despedido devido à sua origem judaica. Kottler emigrou então para os Estados Unidos e obteve então um cargo de óptico-chefe no Eastman Kodak Research Laboratory em Rochester no estado de Nova Iorque.

## Obras
- 1912, Über die Raumzeitlinien der Minkowski'schen Welt, Wiener Sitzungsberichte 2a, 121: 1659-1759 (Online)
- 1914, Relativitätsprinzip und beschleunigte Bewegung, Annalen der Physik 349 (13), 701-748 (Online)
- 1914, Fallende Bezugssysteme vom Standpunkte des Relativitätsprinzips, Annalen der Physik 349 (13), 701-748 (Online)
- 1916, Beschleunigungsrelative Bewegungen und die konforme Gruppe der Minkowski'schen Welt, Wiener Sitzungsberichte 2a, 125, 899-919 (Online)
- 1916, Über Einsteins Äquivalenzhypothese und die Gravitation, Annalen der Physik 355 (16), 955-972 (Online)
- 1918, Über die physikalischen Grundlagen der Einsteinschen Relativitätstheorie, Annalen der Physik, 4. Folge, Bd.60, S.401-461 (Online)
- 1921, Rotierende Bezugssysteme in einer Minkowskischen Welt, Physikalische Zeitschrift 22, 274-280 & 480-484 (Online)
- 1922, Gravitation und Relativitätstheorie, Encyklopädie der mathematischen Wissenschaften mit Einschluss ihrer Anwendungen, 6.2.2, 159-237 (Online)
- 1924, Considerations de critique historique sur la theorie de la relativite. Partie 1: De Fresnel à Lorentz, Scientia, 36, pp. 231-242 (Online)
- 1924, Considerations de critique historique sur la theorie de la relativite. Partie 2: Henri Poincaré et Albert Einstein, Scientia, 36, pp. 301-316 (Online)